# Unione Sportiva Arezzo 1968-1969
Questa pagina raccoglie le informazioni riguardanti l'Unione Sportiva Arezzo nelle competizioni ufficiali della stagione 1968-1969.

## Rosa
| N. |                   | Ruolo | Calciatore         |
| -- | ----------------- | ----- | ------------------ |
|    | Italia (bandiera) | D     | Michele Benedetto  |
|    | Italia (bandiera) | A     | Vincenzo Damiano   |
|    | Italia (bandiera) | C     | Fulvio Donatello   |
|    | Italia (bandiera) | C     | Luigi Farina       |
|    | Italia (bandiera) | A     | Gian Paolo Galuppi |
|    | Italia (bandiera) | P     | Gianni Gennari     |
|    | Italia (bandiera) | D     | Fabrizio Gudini    |
|    | Italia (bandiera) | A     | Enzo Mantovani     |
|    | Italia (bandiera) | A     | Pietro Michesi     |

| N. |                   | Ruolo | Calciatore        |
| -- | ----------------- | ----- | ----------------- |
|    | Italia (bandiera) | D     | Luciano Monticolo |
|    | Italia (bandiera) | P     | Aldo Nardin       |
|    | Italia (bandiera) | C     | Sergio Orlandi    |
|    | Italia (bandiera) | A     | Enrico Perego     |
|    | Italia (bandiera) | P     | Mario Rossi       |
|    | Italia (bandiera) | C     | Giorgio Rumignani |
|    | Italia (bandiera) | C     | Carlo Scazzola    |
|    | Italia (bandiera) | D     | Sergio Vezzoso    |